# Markersdorf (Berga-Wünschendorf)
Markersdorf ist ein Ortsteil von Berga-Wünschendorf im Landkreis Greiz in Thüringen.

## Lage
Markersdorf befindet sich unmittelbar am südöstlichen Stadtrand von Berga/Elster auf der rechtsseitigen Elsteranhöhe. Die Flur des Ortsteils gehört zum Thüringer Schiefergebirge.

## Geschichte
1340 wurde der Ortsteil erstmals urkundlich erwähnt und ab der Zeit war auch die Familie von Wolffersdorff in Markersdorf ansässig. Weitere Besitzungen waren das Rittergut Wolfersdorf und das Schloss Berga. Hans Bastian II. von Zehmen erwarb von der Familie v. Wolffersdorff das Rittergut Markersdorf und konnte 1686 dort seinen Einzug halten. Er rief die „Fabian-Sebastian-Stiftung“ für Bedürftige ins Leben, aus deren Zinsen bis 1945 sozial Schwache eine Zuwendung erhielten. Ferner war er Hauptmann des Neustädter Kreises und Deputierter auf dem Landtag zu Dresden. Darüber hinaus wurde er zum kursächsischen Geheimen Rat berufen und diente Johann Georg III. bzw. Friedrich August I. (August der Starke). Sein Nachfahre, der Landwirt Friedrich von Zehmen (1779–1851) auf Markersdorf, erwarb sich Verdienste um die tiefe Ackerfurche, die er in der hiesigen Gegend heimisch machte. Sein Motto war: „Bete und arbeite, so wird Dir Gott helfen“. Sein Erbe wurde sein Sohn Hanns von Zehmen. Die letzten Besitzer vom Rittergut Markersdorf und Rittergut Neumühl waren Moritz Bastian und Christoph von Zehmen. M.B. v.Z. spielte eine wichtige Rolle bei der kampflosen Übergabe der Stadt Berga an die Amerikaner 1945. Im Rahmen der Bodenreform wurde die Familie 1945 enteignet. Land und Inventar erhielten Umsiedler und landarme Bauern übereignet. Bereits 1953 wurden diese in einer Landwirtschaftlichen Produktionsgenossenschaft kollektiviert. Aus dieser ging nach der politischen Wende die Agrargenossenschaft Elstertal Markersdorf hervor, die ihren Verwaltungssitz im Ortsteil hat. Nach 1990 siedelten sich im Ortsteil Firmen und Gewerbebetriebe an. 150 Personen bewohnen den Ortsteil.

## Wirtschaft und Infrastruktur
Neben der im Ort ansässigen Markersdorfer Fensterbau GmbH ist Markersdorf traditionell landwirtschaftlich geprägt.

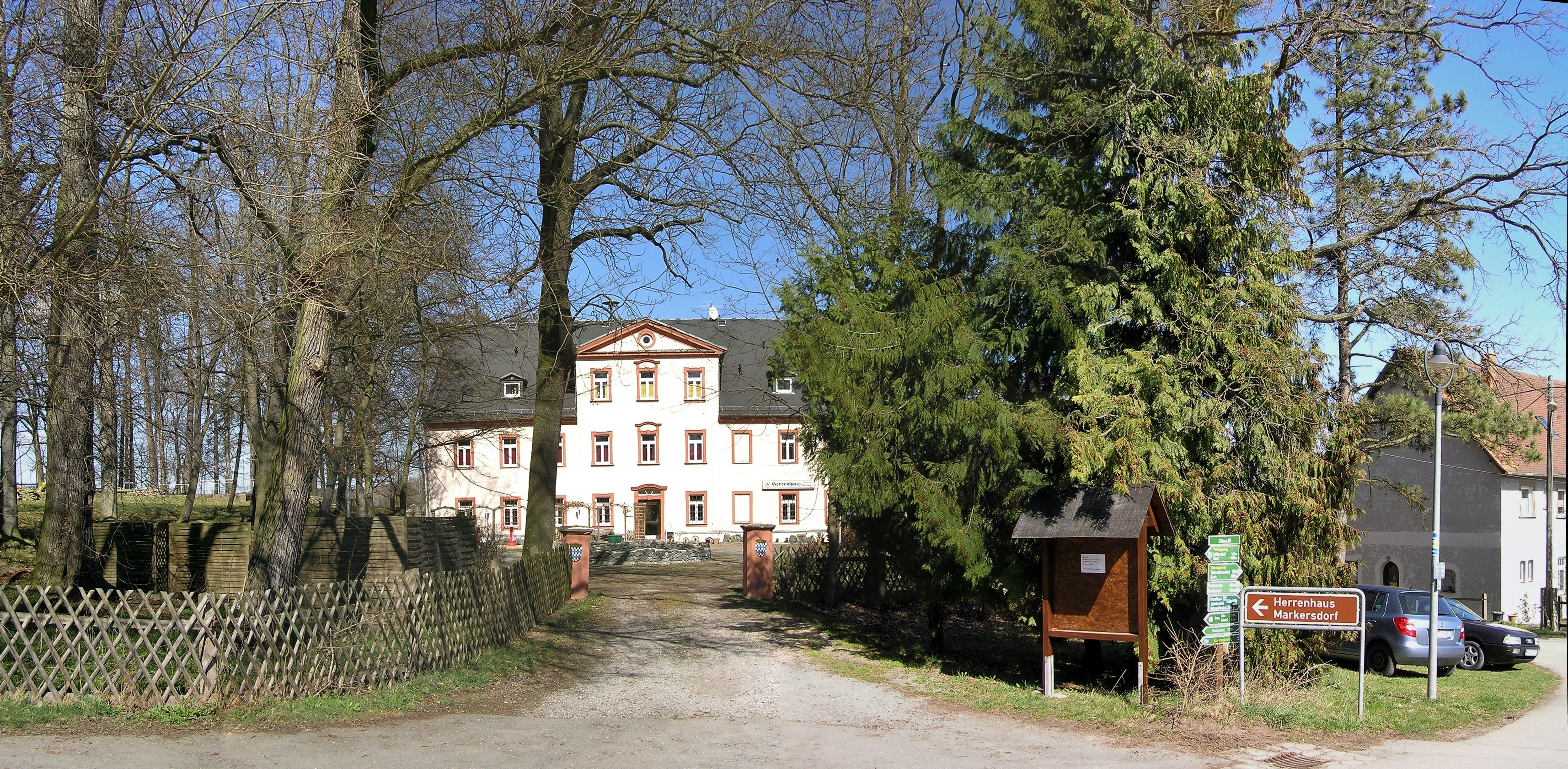
Herrenhaus des ehemaligen Rittergutes
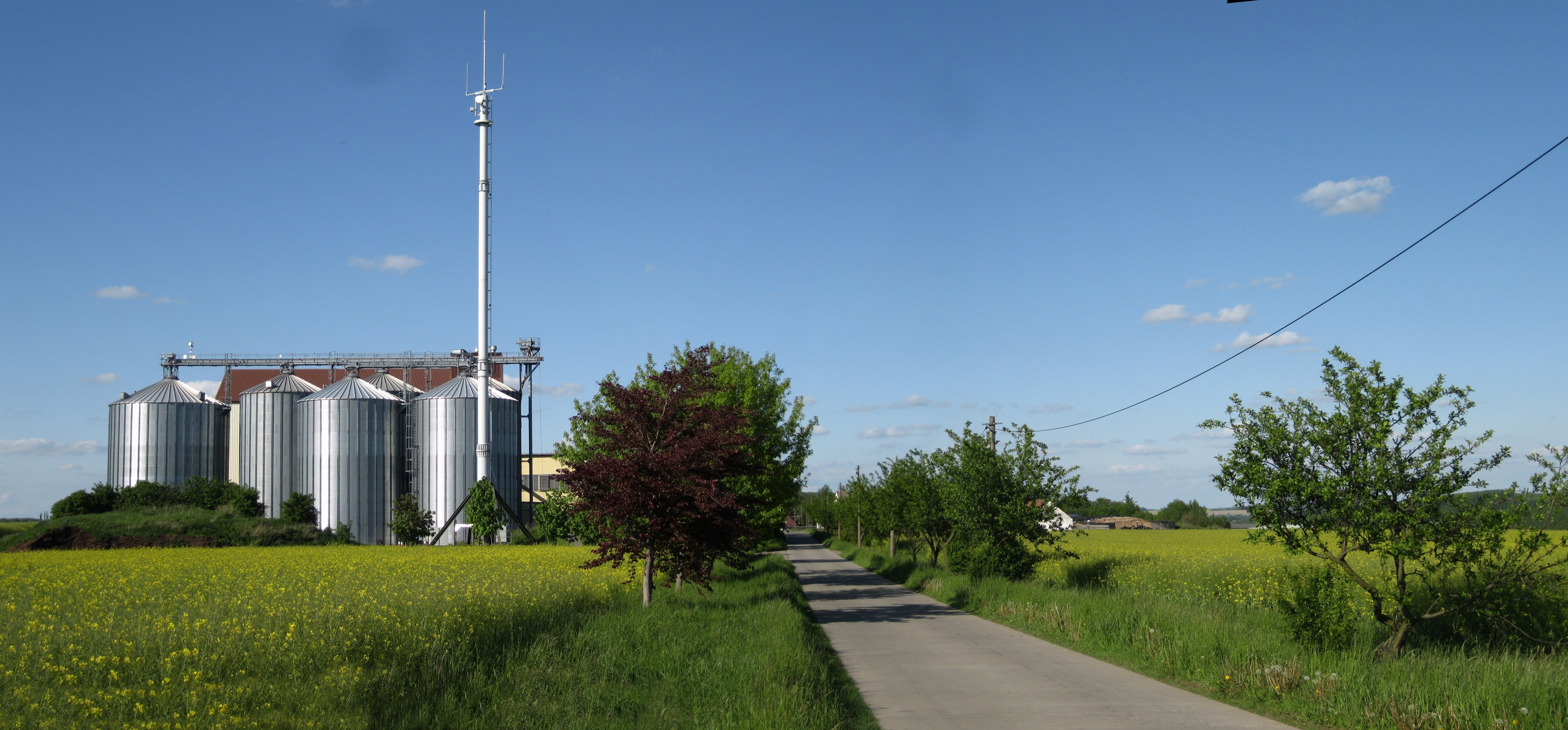
Landwirtschaftliche Siloanlage Markersdorf
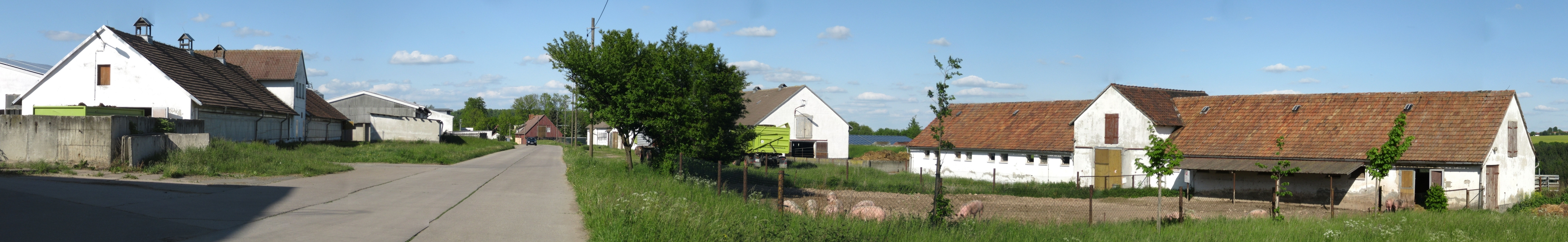
Milchviehanlage der Agrar GmbH Pöltzschtal

## Persönlichkeiten
- Johannes Francke (1604–1684), evangelischer Theologe, Superintendent, geboren in Markersdorf.
- Hans Bastian II. von Zehmen (1629–1702), Kurfürstlich-Sächsischer Geheime Rat, Herzöglicher Justizrat und Deputierter auf dem Dresdner Landtag, lebte in Markersdorf.